# Neriene albolimbata
Neriene albolimbata là một loài nhện trong họ Linyphiidae.
Loài này thuộc chi Neriene. Neriene albolimbata được Ferdinand Karsch miêu tả năm 1879.